# Behind the Music
Behind the Music, ook wel VH1's Behind the Music  genoemd, is een reeks televisiedocumentaires van de muziekzender VH1. Deze liep oorspronkelijk van 17 augustus 1997 tot 16 juli 2014 en maakte in 2021 een doorstart waardoor het aantal afleveringen op meer dan 250 is komen te staan. Enkele van deze documentaires waren in de jaren nul van de eenentwintigste eeuw ook te zien op de Nederlandse televisie. De documentaires duren doorgaans 60 minuten en belichten de carrière van een band of artiest; de beginperiode, de successen en de tegenslagen. 

## Achtergrond
Het idee ontstond toen men zich afvroeg wat er van Milli Vanilli was geworden na het playbackschandaal rond dit Frans-Duitse duo. En dus kregen Fab Morvan en Rob Pilatus de gelegenheid om hun kant van het verhaal te vertellen. De documentaire werd voor het eerst uitgezonden op 17 augustus 1997 en na het overlijden van Rob Pilatus in bewerkte vorm herhaald.
De bands of artiesten die besproken worden zijn meestal gestopt met muziek maken of spelen een minder prominente rol in de popgeschiedenis, hoewel o.a. Neil Diamond, The Police, Metallica, AC/DC inmiddels in de Rock and Roll Hall of Fame zijn opgenomen. Tina Turner, Elton John, The Who (eigenlijk een soloportret van de overleden drummer Keith Moon) en John Lennon (de laatste maanden voor zijn dood in 1980) behoren tot de uitzonderingen die ook aan bod komen in VH1's Legends. Naast individuele acts wordt er ook aandacht besteedt aan jaartallen, films, niet-muzikanten of bepaalde gebeurtenissen die van invloed waren op de muziekwereld.

### Spin-offs
- BTM2 (afkorting van Behind the Music 2); kortstondige reeks documentaires van een half uur waarin aandacht werd besteed aan nieuwere artiesten.
- Behind the Music Remastered (uitgezonden op VH1 Classic); geactualiseerde afleveringen uit de reguliere reeks. Sommige documentaires waren geheel nieuw.

### Soortgelijke programma's op VH1
- Chris Gaines; (Behind the Life of Chris Gaines, documentaire over de fictieve popster die gespeeld werd door countryzanger Garth Brooks)
- Pink Floyd (Behind  the Wall; 50 minuten lange documentaire uit 2000 over het album The Wall.
- KISS (omgedoopt tot KISS: Beyond the Makeup en uitgezonden in juli 2001; speelduur 90 minuten).

### Terugkeer
In 2020 kondigde Paramount+ Behind the Music: The Top 40 aan; deze speciale uitzending over de 40 grootste artiesten aller tijden zou op MTV worden uitgezonden, maar in de promo die tijdens de Grammy Awards te zien was werd gesproken van een volledige reboot. Op 29 juli 2021 keerde Behind the Music terug na zeven jaar afwezigheid. In eerste instantie werden er twaalf documentaires gemaakt.

## Verwijzingen in de media

### Film
- In de live-actionverfilming van de animatieserie Josie and the Pussycats wordt beweerd dat Behind the Music alleen maar is opgezet om te laten zien wat er met bands gebeurt wanneer zij ontdekken dat ze betrokken zijn geraakt bij verborgen boodschappen van de regering.

### Muziek
- Over de glammetalband Steel Panther werd een gefingeerde documentaire gemaakt met medewerking van o.a. Dave Navarro, Dee Snider, Jani Lane en Kat von D.
- "Weird Al" Yankovic benoemde de aflevering over southern rock-band Lynyrd Skynyrd in het  nummer Trapped in the Drive-Thru.

### Televisie
- Robot Chicken, een van de televisieprogramma's op Adult Swim, maakte een sketch waarin Behind the Music aandacht besteedde aan de Muppetband Dr. Teeth and the Electric Mayhem.
- In de televisiefilm A Diva's Christmas Carol (2000) kijkt Ebony Scrooge (gespeeld door Vanessa Williams) naar haar eigen aflevering van Behind the Music. Deze aflevering vervult de rol van de Geest van het Toekomstige Kerstmis en belicht het leven en tragische overlijden van Scrooge die vervolgens besluit haar leven te beteren.
- In aflevering 38 van de animatieserie Duck Dodgers (In Space, No One Can Hear You Rock; 2005) speelt Dodgers een video-opname af van de Behind the Metal-documentaire over metalgitarist Dave Mustaine. Dit is een parodie op de uitzending die Behind the Music wijdde aan Mustaines band Megadeth.
- In de Family Guy-aflevering The Thin White Line laat Brian zich tegenover zijn psychiater ontvallen dat zijn leven net zo triest is al achttien herhalingen van de Behind the Music-uitzending over Leif Garrett. Deze is even te zien in animatievorm waarop Brian vanuit de sofa de dialoog playbackt.
- In de Friends-aflevering The One With The Joke (2000) zegt Chandler tegen Joey dat hij naar Behind the Music moet kijken; de band Heart heeft het moeilijk en zou weleens uit elkaar kunnen gaan.
- In een aflevering van Mystery Science Theater 3000 'besteedde' Behind the Music aandacht aan een anonieme band die het nummer California Lady speelde in de persiflage van de film Track of the Moon Beast.
- In een aflevering van The Man Show was de band Korn het onderwerp van de parodie Beneath the Music. De twee presentatoren zouden ex-leden zijn die uit de band werden gezet wegens wangedrag.
- Saturday Night Live maakte als persiflage de More cowbell-sketch over Blue Öyster Cult. In een andere aflevering - Rock and Roll Heaven  genaamd - vormde Jim Morrison (gespeeld door Val Kilmer) een supergroep met Keith Moon, Janis Joplin, Jimi Hendrix, Buddy Holly en Louis Armstrong.
- South Park parodieerde Behind the Music in twee afleveringen; Terrance and Phillip: Behind the Blow (2001) en Chef Aid: Behind the Menu. Die laatste met medewerking van voice-over Jim Forbes.
- In de comedyserie Still Standing kijken Bill en de vriend van zijn schoonzus in een bar naar een fragment van Behind the Music.
- In een aflevering van de tekenfilmserie What's New, Scooby-Doo? kwam een persiflage voor onder de titel Rewind the Music.
- De Simpsons-aflevering Behind the Laughter werd geheel in de stijl van het origineel gemaakt; inclusief herkenningsmuziek en vertelstem.
- In de Jamie Foxx Show (seizoen 4, aflevering 16) werd het geparodieerd als Behind the Jingle.
- In de comedyserie How I Met Your Mother (seizoen 8, aflevering 15) belichtte Underneath the Tunes hoe tienerpopster Robin Sparkles (artiestennaam van de latere nieuwslezeres Robin Scherbatsky) zich tot grunge-zangeres Robin Daggers transformeerde.
- Muziekzender CMT lanceerde een countryversie onder de titel Inside Fame. De reeks liep in eerste instantie van 2001 tot 2005 en werd in 2014 hervat. Naast countryartiesten komen er soms ook rocksterren aan bod zoals John Mellencamp.
- Het VH1-programma I Love the '90s: Part Deux (vervolg op I Love the '90s) besteedde aandacht aan Behind the Music in de aflevering over 1998.

### Internet
- Heavy.com maakt sinds 1998 de parodie Behind the Music that Sucks waarin popsterren en andere beroemdheden in filmpjes van drie minuten belachelijk worden gemaakt.
- Bowser's Kingdom, de animatieserie die door Newgrounds.com wordt uitgezonden, parodieerde Behind the Music in de tiende aflevering; Bowser's Kingdom: Behind the Kingdom.
- Ter promotie van zijn speelfilm maakte webkomiek Stuart Ashen de parodie Behind the TAt.

### Reclame
- Chex Mix gebruikte het format van Behind the Music als voorbeeld voor de reclamecampagne Sound Checks- The Story of Snackstreet waarin de Backstreet Boys te zien zijn.